# 廣尾線
廣尾線（日语：／ Hiroo sen */?）曾經是一條由北海道帶廣市根室本線的帶廣站分岔，沿十勝平原南下至廣尾郡廣尾町的廣尾站，屬於日本國有鐵道的鐵路線（地方交通線）。
1935年通車至廣尾車站後，原本計劃修築新線以連結日高本線的樣似站，但計劃並未實行，而由日本國鐵巴士開行公車做為兩站間連絡交通。
根據國鐵再建法的制定，1984年獲指定為第2次特定地方交通線，國鐵分割民營化之前的1987年2月2日全線廢除。

## 路線資料
- 管轄：日本國有鐵道
- 路線距離（營業距離）：帶廣－廣尾 84.0公里[2][3]
- 軌距：1067毫米[2]
- 站數：17個（包括起終點站）[2]
- 複線路段：沒有（全線單線）
- 電氣化路段：沒有（全線非電氣化（日语：非電化））[2]
- 閉塞方式：Tablet閉塞式
  - 可交會車站：5個（大正、中札內、上更別、忠類、大樹）

## 历史
广尾线是改正铁道敷设法别表第133号规定的预定线“膽振國苫小牧经鹉川、日高國浦河、十勝國广尾至带广铁道”计划的一部分，在1929年至1932年之间作为广尾线开通了带广 - 广尾的区间。而西侧的日高本線则在收购了2条轻便铁路线路后于1935年延伸至样似。剩余的样似 - 广尾最终未能开通，而是以国铁巴士襟裳线（现时的JR北海道巴士日胜线）连接。1980年，随着国铁再建法颁布，广尾线被指定为第2次特定地方交通線，在国铁分割民营化前的1987年2月废除。
在运行时期，爱国站 - 幸福站之间的“从爱的国度走向幸福”曾极具人气，并由此带动了一系列吉祥语车票的热销。1981年，广尾线的运营收入有80%都源于该车票。在广尾线废除后，作为替代巴士的十胜巴士仍然继续售卖硬式车票。

### 年表
- 1929年（昭和4年）11月2日： 带广 - 中札内 (28.1 km) 作为广尾线开通[3][4]，新设爱国站、幸震站、中札内站[2]。
- 1930年（昭和5年）10月10日： 中札内 - 大树 (32.5 km) 开通[3][5]，新设更别站、上更别站、忠类站、大树站[2]。
- 1932年（昭和7年）11月5日： 大树 - 广尾 (23.4 km) 开通[6][3]，新设石坂站、丰似站、野塚站、广尾站[2]。
- 1944年（昭和19年）4月1日： 幸震站改名为大正站[2]。
- 1953年（昭和28年）11月15日： 新设北爱国站[2]。
- 1955年（昭和30年）10月10日： 带广站 - 中札内站的2对旅客列车开始使用柴聯車[7]。
- 1956年（昭和31年）
- 6月1日：带广站 - 广尾站除3对通学对策列车以外，所有列车皆柴聯車化[7]。
  - 8月26日？： 新设幸福假乘降场。
  - 11月1日： 幸福假乘降场升格为幸福站[2]。
- 1957年（昭和32年）12月25日：新设依田站[2]。
- 1958年（昭和33年）1月15日：全部6对列车柴聯車化[8]。
- 1960年（昭和35年）4月15日： 新设十胜东和站、新生站[2]。
- 1975年（昭和50年）5月3日： 带广 - 广尾运行SL告别列车[9]，由9600型19671号和9654号重联牵引[來源請求]。
- 1982年（昭和57年）9月10日： 全线 (84.0 km) 货物营业废除[3]。
- 1984年（昭和59年）6月22日： 被指定为第2次特定地方交通線批准废除[10]。
- 1987年（昭和62年）2月2日： 全线 (84.0 km) 废除[2][3]，转换至十胜巴士[11]。

## 运行形态
在废除前年的1986年11月1日运行图调整时，全线共有6对普通列车运行。
在铁路的观光运输的全盛期，广尾线曾于1962年7月1日开始运行1对夏季（至每年9月2日为止）临时准急“广尾”直至1965年。1966年8月则设定了连接士幌線的糠平站和广尾站的列车（广尾线内列车名为“广尾”，士幌线内列车名为“士幌”），持续2周运行。1967年开始，糠平和广尾之间开始运行临时急行“大平原”，而广尾站的国铁巴士接驳线亦增加班次。“大平原”是少见的连接两条地方盲腸線的线路，运行形态十分罕见。1975年开始，大平原仅在广尾线内运行，并于该年废除。
临时急行“大平原”停车站（1969年9月时）
广尾 - 大树 - 带广 - 士幌 - 上士幌 - 糠平

## 車站列表
所有車站都位於北海道。車站、公司、所在地等的名稱以廣尾線廢除時為準。
| 中文站名 | 日文站名 | 英文站名 | 站間距離 | 營業距離 | 接續路線                       | 所在地                           |
| -------- | -------- | -------- | -------- | -------- | ------------------------------ | -------------------------------- |
| 帶廣     |          |          | -        | 0.0      | 日本國有鐵道：根室本線、士幌線 | 帶廣市                           |
| 依田     |          |          | 4.1      | 4.1      |                                | 中川郡幕別町                     |
| 北愛國   |          |          | 2.6      | 6.7      |                                | 帶廣市                           |
| 愛國     |          |          | 4.3      | 11.0     |                                | 帶廣市                           |
| 大正     |          |          | 5.7      | 16.7     |                                | 帶廣市                           |
| 幸福     |          |          | 5.3      | 22.0     |                                | 帶廣市                           |
| 中札內   |          |          | 6.1      | 28.1     |                                | 河西郡中札內村                   |
| 更別     |          |          | 7.3      | 35.4     |                                | 河西郡更別村                     |
| 上更別   |          |          | 6.6      | 42.0     |                                | 河西郡更別村                     |
| 忠類     |          |          | 8.0      | 50.0     |                                | 廣尾郡忠類村（現、中川郡幕別町） |
| 十勝東和 |          |          | 4.4      | 54.4     |                                | 廣尾郡大樹町                     |
| 大樹     |          |          | 6.2      | 60.6     |                                | 廣尾郡大樹町                     |
| 石坂     |          |          | 4.3      | 64.9     |                                | 廣尾郡大樹町                     |
| 豐似     |          |          | 6.3      | 71.2     |                                | 廣尾郡廣尾町                     |
| 野塚     |          |          | 5.1      | 76.3     |                                | 廣尾郡廣尾町                     |
| 新生     |          |          | 2.8      | 79.1     |                                | 廣尾郡廣尾町                     |
| 廣尾     |          |          | 4.9      | 84.0     |                                | 廣尾郡廣尾町                     |